# كاليدوس بي-250
كاليدوس بي-250 هي طائرة هجومية منخفظة الجناح، ذات مقعد ترادفي، ومحرك توربيني. وتعد الطائرة خفيفة الوزن مع القدرة على مكافحة التمرد. تم بناء هيكلها بالكامل من ألياف الكربون، مما يجعلها أخف بكثير من منافسيها.

كشفت شركة كاليدوس الإماراتية لأول مرة عن طائرتها الهجومية الخفيفة ذات القدرات المتعددة الأدوار في معرض دبي للطيران 2017. وتعد بي-250 جزءًا من برنامج نشأ في عام 2015 مع عدد من الشركاء، بما في ذلك شركة نوفاير Novaer البرازيلية، مورد هيكل الطائرة. وشركة روكويل كولينز Rockwell Collins الأمريكية، المصنعة لنظام إلكترونيات الطيران على متن الطائرة، بتقنية برو لاين فيوشن Pro Line Fusion.

بي-250 هي طائرة هجوم خفيفة متفوقة وعالية الكفاءة تم تصميمها خصيصًا لمناطق الحرب غير المتكافئة وتتكيف بسهولة مع أصعب التضاريس والظروف الجوية. وتشتمل على هيكل فائق من ألياف الكربون، الذي يمكنه مواجهة أقسى التضاريس وتتسم بتقنية رائدة لتقديم أفضل تنوع في فئتها، بتكاليف تشغيل منخفضة.

## خلفية تاريخية
تم إطلاق برنامج B-250 في عام 2015 وتم تطوير أول نموذج أولي لها خلال فترة 25 شهرًا، حيث أكملت أول رحلة لها في يوليو2017.

يتم تجميع الطائرة في مدينة العين، موطن حديقة الطيران الوطنية الجديدة. وترغب شركة كاليدوس بدمج الأسلحة المصنّعة محلياً من قِبَل شركات على غرار بارج دينامكس (توازن داينامكس سابقاً) و إي إس إس إس ESSS. والأخيرة هي شركة تم إنشاؤها في العام 2014 تجمع بين الإمارات العربية المتحدة وشركة ليج نكس 1 الكورية الجنوبية. ويرى المسؤولون في إي إس إس إس أنه يمكن للكوريين المساعدة في دمج الأسلحة، وتأهيلها وتغيير الرؤية فيها.

## التصميم والتطوير

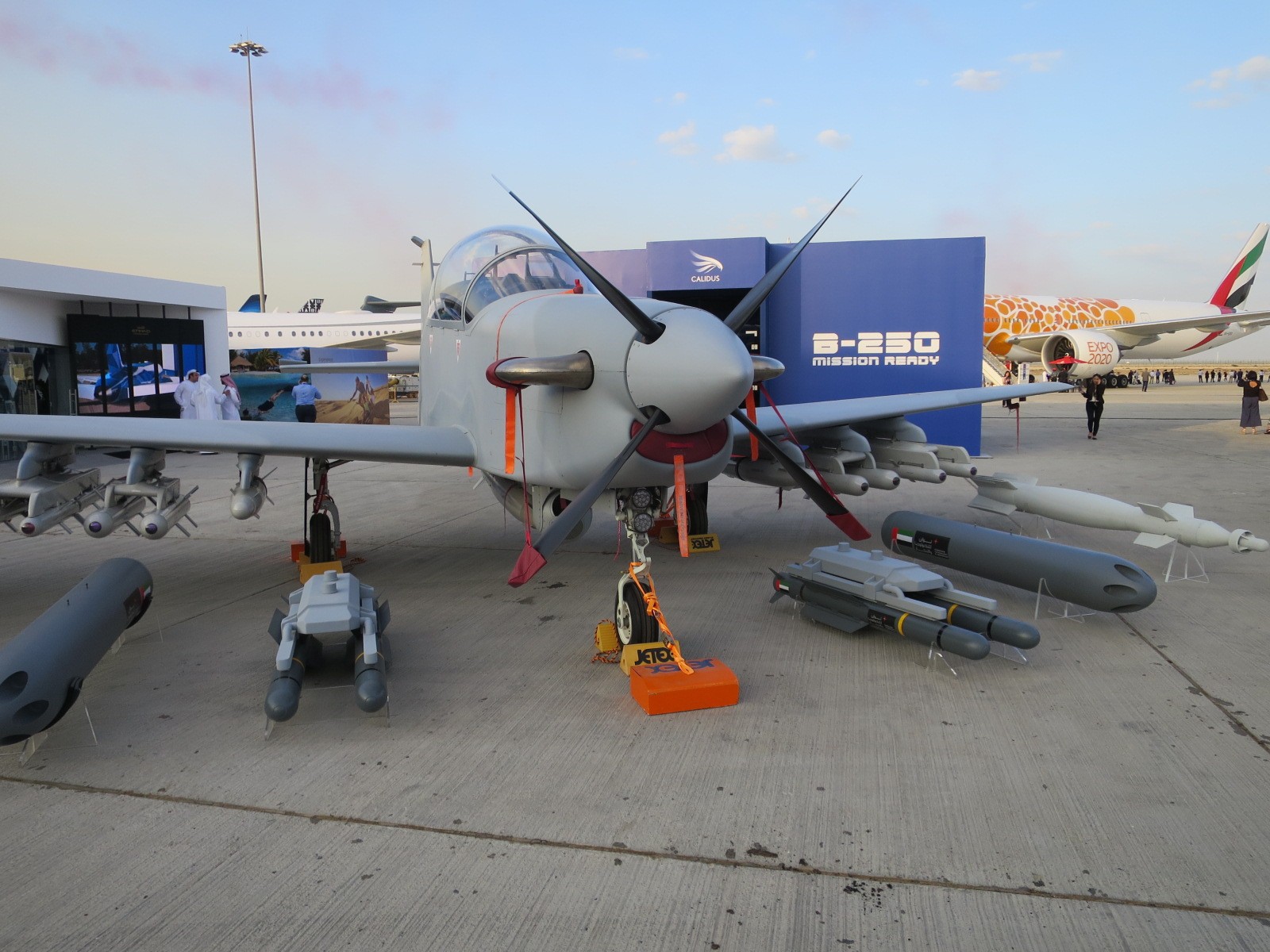
مع باقة تسليحية بمعرض دبي الجوي 2019

كاليدوس بي-250 طائرة أحادية السطح ذات جناح منخفض، وهي ثلاثية العجلات قابلة للسحب. تحتوي على قمرة قيادة مغلقة مع مقعدين طرد بالترادف من مارتن بيكر. لديها محرك توربيني واحد من برات أند ويتني كندا، ومن النوع PT-6A-68. تم تصميمها وتطويرها في البرازيل بواسطة نوفاير Novaer ولكن تم بناؤها بواسطة كاليدوس Calidus في الإمارات العربية المتحدة.

لم يتم بناء بي-250 كطائرة تدريب ثم تحويلها إلى مهمة جديدة مثل العديد من منافسيها. بل تم بناءها كطائرة هجومية خفيفة من الأساس. وللوهلة الأولى، تبدو بي-250 مشابهة للطائرة سوبر توكانو، وهذا ليس مفاجئًا نظرًا لأن كلا الطائرتين تم تصميمهما بواسطة جوزيف كوفاكس من شركة نوفاير. ولكن، قبل أن يبدأ مصمم بي-250 عمله، طلبت منه شركة كاليدوس أن الطائرة المطلوبة يجب أن تكون أسرع، وأن يكون لها أيضًا قدرة تحمل أقصاها 12 ساعة.

يقلل الهيكل الصغير لهذه الطائرة من وزنها ويعزز قدرتها على المناورة ويساعدها على تمديد فترة الخدمة. ويتيح التكوين المنخفض لأجنحة الطائرة إمكانية توليد المزيد من الرفع وتقليل السحب بشكل كبير. ويتم ضمان سلامة طاقم الطائرة من خلال نظام حماية اختياري.

### المهام
تعتبر بي-250 مثالية للدعم الجوي القريب (CAS) والاستخبارات والمراقبة والاستطلاع (ISR) ومكافحة التمرد (COIN) والدعم الجوي المستمر (Persistent Air Support PAS) والتدريب المتقدم والأساسي.

### التسليح
يمكن تسليح الطائرة بحمولة أقصاها 1800 كجم على سبع نقاط تعليق خارجية. ثلاثة نقاط أسفل كل جناح، ونقطة واحدة -بالمنتصف- أسفل البدن.

## مواصفات
من مواصفات الطائرة كاليدوس بي-250:
| المواصفات    | القيم                                           |
| ------------ | ----------------------------------------------- |
| الطاقم       | 2                                               |
| الطول        | 10.98 متر                                       |
| باع الجناحين | 12.9 متر                                        |
| الارتفاع     | 3.79 متر                                        |
| الدفع        | 1 x محرك مروحة عنفية فئة PT6A-68 بقوة 1600 حصان |
| أقصى سرعة    | 648 كم/ساعة                                     |
| سقف الخدمة   | 9144 متر                                        |
| المدى        | 4444 كم                                         |
| مقاعد الطرد  | 2 من مارتن بيكر                                 |

## النسخة بي-350
عرضت شركة كاليدوس التي تتخذ من الإمارات العربية المتحدة مقراً لها، في معرض دبي للطيران 2021، نموذج بالحجم الطبيعي الكامل لمنصة ذات محرك واحد ثنائية المقعد علنًا لأول مرة، مع استكمال الأسلحة المحتملة التي تتضمن مجموعة من القنابل والصواريخ المطورة محليًا إلى حد كبير للعمليات الهجومية ، وكذلك صواريخ جو - جو للدفاع الذاتي. مع زيادة طول جناحيها وطولها عن 15 مترًا، وبوزن إقلاع أقصى يبلغ حوالي تسعة أطنان، يُقال إن بي-350 تعمل بمحرك PW127 من براد آند وايتني كندا، بقوة من 2500 إلى 3000 حصان. وتحتوي الطائرة على 12 نقطة تعليق سفلية (يمكن زيادتها من خلال استخدام قاذفات مزدوجة) ، بالإضافة إلى برج مستشعر كهرو بصري/الأشعة تحت الحمراء (EO / IR) قابل للسحب تحت جسم الطائرة.

## أوامر الشراء
حصلت كاليدوس على الطلب الأول لطائرتها المروحية بي-250 المصممة للهجوم الخفيف لمكافحة التمرد. وقد تم الإعلان عن الطلبية في معرض دبي الجوي في 20 نوفمبر 2019، حيث غطت 24 طائرة والخدمات المرتبطة بها للقوات الجوية الإماراتية. وبلغت قيمتها حوالي 620 مليون دولار أمريكي.

## المشغلون
- القوات الجوية الإماراتية

## انظر أيضَا
- توكانو
- سوبر توكانو
- بيتشكرافت تي-6 تكسان الثانية